# Halikere, Kadur
Halikere là một làng thuộc tehsil Kadur, huyện Chikmagalur, bang Karnataka, Ấn Độ.